# 西15丁目停留場
西15丁目停留場（日语：／ Nishi-Jūgochō-mae teiryūjō */?）是位於北海道札幌市中央區的札幌市交通局（札幌市電車）的鐵路車站。

## 通過路線
- 札幌市交通局（札幌市電車）
  - 一条線
  - 山鼻西線

兩條路線可以直接通行。

## 歷史
- 1918年（大正7年）8月 - 作為札幌電氣軌道一条線西面的終點站而開始營業。
- 1921年（大正10年）12月 - 一条線向西面延長‧
- 1927年（昭和2年）12月 - 電車開始市營化。
- 1931年（昭和6年）11月 - 山鼻西線開始營業。
- 1950年（昭和25年）12月 - 山鼻西線的路線變更並且雙線化。
- 1958年（昭和33年） - 隨著札幌市交通局廳舍的遷移，改稱為交通局前站。
- 1965年（昭和40年） - 一条線的「交通局前」及「醫大醫院前」合併。
- 1973年（昭和48年）4月 - 一条線的「醫大醫院前」～「圓山公園」之間被廢除。
- 1982年（昭和57年） - 隨著交通局的遷移，改稱為現在的名稱。

## 車站構造
由西4丁目出發的電車沿南1条大道往西行駛，到西14丁目及西15丁目的十字路口後往南行駛。到達直路（南1条15丁目）後為西15丁目站。

車站屬於2面2線的側式月台。安全區域設置地面融雪系統及有蓋月台。此外，往薄野方向的安全區域連接著行人穿越道，上下車時要注意車輛。

### 過去的車站構造
現在的車站位置與過去並不相同。過去的車站位於現在的位置以北的南1条大道。而山鼻西線亦與現在的路線不同，從東面的一条線向南作出分歧，然後在現時的路線東面，二条小學旁的小路以單線南下，最後與現時的路線合流。而作出車站遷移的原因是由於山鼻西線在1950年作出路線變更。

## 車站周邊
由於周圍有不少大型醫院，因此有不少乘客在此車站上下車。
- 中央警察署御幸派出所
- 札幌南一条西郵政局
- 北洋銀行札幌西分店
- 札幌醫大醫院出張所
- NTT東日本札幌醫院
- 札幌醫科大學．札幌醫科大學附屬醫院
- 中村紀念醫院
- 札幌南一条醫院
- 北海道立衛生學院
- JR北海道巴士「醫大醫院前」站

## 相鄰停留場
札幌市交通局（札幌市電）
一條線
中央區役所前（SC03）－西15丁目（SC04）
山鼻西線
西15丁目（SC04）－西線6條（SC05）

## 外部連結
- 札幌市交通局（日文）